# Linowo (województwo zachodniopomorskie)
Linowo – osada w Polsce, położona w województwie zachodniopomorskim, w powiecie szczecineckim, w gminie Biały Bór.
W latach 1975–1998 wieś należała do woj. koszalińskiego. W latach 1958–1971 w granicach miasta Biały Bór.
Inne miejscowości o nazwie Linowo: Linowo